# 13038 Woolston
13038 Woolston è un asteroide della fascia principale. Scoperto nel 1990, presenta un'orbita caratterizzata da un semiasse maggiore pari a 2,9833416 UA e da un'eccentricità di 0,0369419, inclinata di 7,97064° rispetto all'eclittica.